# 木津村 (京都府)
木津村（きつむら）は、京都府竹野郡にあった村。現在の京丹後市網野町西部の内陸部にあたる。

## 歴史
- 1889年（明治22年）4月1日 - 町村制の施行により、木津村・俵野村・日和田村・溝野村の区域をもって発足。
- 1927年（昭和2年）3月7日 - 北丹後地震発生。家屋倒壊約60戸、地震後に発生した火災で2戸焼失。村内の死者9人。村内各所で熱湯（出典ママ）が噴出[1]。
- 1950年（昭和25年）4月1日 - 網野町・浜詰村・郷村・島津村と合併し、改めて網野町が発足。同日木津村廃止。

## 交通

### 鉄道路線
- 日本国有鉄道
  - 宮津線（現・京都丹後鉄道宮豊線）
    - 丹後木津駅（現・夕日ヶ浦木津温泉駅）

## 名所・旧跡・観光スポット
- 木津温泉